# Arborophila charltonii
La arborófila pechicastaña (Arborophila charltonii) es una especie de ave en la familia Phasianidae. 
Se encuentra muy emparentada con la arborophila merlini y la arborophila chloropus, y la taxonomía no se encuentra completamente definida. 

## Distribución y hábitat
Se la encuentra en bosques en la península malaya, Sumatra y Borneo. 
Se encuentra amenazada por pérdida de hábitat.